# Kevin P. Campbell
Kevin Peter Campbell (* 19. Januar 1952 in Brooklyn, New York City) ist ein US-amerikanischer Physiologe, Biophysiker und Neurowissenschaftler an der University of Iowa in Iowa City. Er ist bekannt für seine Arbeiten zu Ursachen und Therapie der Muskeldystrophien.

## Leben
Campbell erwarb 1973 am Manhattan College in New York City einen Bachelor in Physik, 1976 einen Master in Biophysik und 1979 mit der Arbeit Biochemical and Morphological Characterization of Light and Heavy Sarcoplasmic Reticulum Vesicles einen Ph.D., beides an der University of Rochester in Rochester, New York. Als Postdoktorand arbeitete er bei David MacLennan an der University of Toronto, Kanada, zur Biochemie biologischer Membranen.
1981 erhielt Campbell eine erste Professur (Assistant Professor) in der Abteilung für molekulare Physiologie und Biophysik der University of Iowa, 1985 wurde er Associate Professor und 1988 ordentlicher Professor, seit 2005 ist er Inhaber des dortigen Lehrstuhls. 1997 erhielt Campbell eine zusätzliche Professur in Neurologie, 2005 in Innere Medizin. Seit 2005 ist er Direktor des Zentrums für Muskeldystrophie-Forschung an der University of Iowa. Seit 1989 forscht er zusätzlich für das Howard Hughes Medical Institute (HHMI).
Campbell ist verheiratet und hat drei Kinder.

## Wirken
Campbell konnte mit biochemischen, genetischen und physiologischen Methoden wesentlich zur Aufklärung der molekularen Ursachen verschiedener Formen der Muskeldystrophie beitragen. Seine Arbeiten befassen sich insbesondere mit dem Dystrophin-Glykoprotein-Komplex, den Zusammenhängen zwischen Muskeldystrophie und Kardiomyopathie, der Biosynthese und Funktion des Sarkoglykans und mit Möglichkeiten der Gentherapie bei verschiedenen Formen der Muskeldystrophie und der Kardiomyopathie. Zumindest im Maus-Modell ist es Campbell gelungen, eine normale Muskelfunktion wiederherzustellen.

## Auszeichnungen (Auswahl)
- 2004 Mitglied der National Academy of Sciences[1]
- 2006 Mitglied der American Academy of Arts and Sciences[2]
- 2009 March of Dimes Prize in Developmental Biology[3]